# Circonscription d'Assosa Megele
La circonscription d'Assosa Megele est une des 9 circonscriptions législatives de l'État fédéré Benishangul-Gumuz , elle se situe dans la Zone Asosa. Sa représentante actuelle est Asha Esmael Alemen.

## Histoire
- En 1941, au sud de l'Éthiopie, des forces belgo-congolaises attaquant depuis le Congo belge battent des troupes italiennes qui se rendent à l'issue de la bataille d'Asosa, tandis que des forces britanniques secondées par des Français libres battent les Italiens au nord.